# 葉室頼要
葉室頼要（はむろ よりやす、正徳元年（1711年）4月23日 - 寛政6年（1794年）6月3日）は、江戸時代中期の公卿。

## 官歴
- 享保15年（1730年）：従五位上、侍従
- 享保16年（1731年）：左衛門権佐
- 享保20年（1735年）：正五位下
- 元文2年（1737年）：左中弁
- 元文3年（1738年）：勧学院別当
- 元文5年（1740年）：蔵人、右中弁、正五位上
- 寛保2年（1743年）：蔵人頭、正四位下
- 寛保3年（1743年）：右大弁、正四位上
- 寛保4年（1744年）：左大弁
- 延享3年（1746年）：参議
- 延享4年（1747年）：従三位
- 寛延元年（1748年）：権中納言
- 寛延2年（1749年）：賀茂伝奏
- 宝暦元年（1751年）：正三位
- 宝暦2年（1751年）：左衛門督、検非違使別当
- 宝暦5年（1754年）：権大納言
- 宝暦6年（1755年）：従二位
- 宝暦12年（1762年）：正二位
- 安永5年（1776年）：従一位

## 系譜
- 実父：坊城俊清
- 養父：葉室頼胤
- 養子：葉室頼熙（堤代長の子）